# Arribas de Epiro
Arribas foi um rei do Epiro, e o avô de Pirro.

## Antepassados
Os reis do Epiro descendiam de Pielo, filho de Pirro e Andrômaca, e o Epiro teve apenas um rei, desde sua conquista por Molosso, filho de Pirro e Andrômaca, até o reinado de Alcetas I. Táripo foi um descendente de Pirro, filho de Aquiles; quinze gerações separam Tápiro e de Pirro, filho de Aquiles.
Em uma outra versão, Pirro, o ancestral dos reis do Epiro, era filho de Neoptólemo, filho de Aquiles, e de Lanassa, filha de Cleódeo, filho de Hilo; o nome Pirro era o apelido de Neoptólemo, e foi dado a seu filho.
O Reino do Epiro caiu em barbarismo, até Tarripas, que introduziu costumes gregos.

## Família
Tarripas ou Tápiro foi o pai de Alcetas I. Neoptólemo I e Arribas eram irmãos, filhos de Alcetas I, filho de Táripo Neoptólemo I foi o pai de Olímpia  e de Alexandre I, e Arribas o pai de Eácides I, pai de Pirro, o famoso rei do Epiro que lutou contra Roma. A mãe de Eácides I era Troas, e a mãe de Pirro era Ftia, filha de Menão, da Tessália.

## Reinado
Com a morte de Alcetas I, seus filhos Neoptólemo I e Arribas disputaram o trono, e concordaram em dividir o poder, reinando juntos.
Segundo Juniano Justino, Olímpia, filha de Neoptólemo I, era prima-irmã de Arribas. Arribas se casou com Troas, irmã de Olímpia, e foi Arribas que criou a princesa Olímpia. O casamento de Olímpia com Filipe II da Macedónia, promovido por Arribas, acabou sendo sua ruína, pois Filipe o depôs e ele terminou seus dias no exílio.
Possivelmente,[carece de fontes?] ele é Aripteu, rei dos molossos, cujos súditos lutaram contra os macedônios na Guerra Lâmia, mas trocaram de lado.